# U 441 (Kriegsmarine)
De U 441 was een VIIC U-boot van de Duitse Kriegsmarine tijdens de Tweede Wereldoorlog. Hij stond onder bevel van kapitein-luitenant-ter-zee Klaus Hartmann. De U 441 nam deel aan strijd tegen de konvooien HX-229 en SC-122 tussen 16 en 20 maart 1943.

## Geschiedenis
Gedurende de periode van februari 1942 tot september 1942 maakte de U 441 onderdeel uit van het 5. Unterseebootsflottille met basis in Kiel. Het 5. Unterseebootsflottille was een opleidings-eenheid onder commando van korvetkapitein Karl-Heinz Moehle.
Op 19 maart 1943 viel de U 441 het konvooi HX-229 aan. Hij lanceerde vijf torpedo's, maar alle lanceringen misten. Op 20 maart werd de U 441 met dieptebommen aangevallen toen hij het grote konvooi bleef achtervolgen, nadat terugtrekking bevolen was. De U 441 moest met ernstige schade naar de basis terugkeren.
Op 22 mei 1943 verliet de U 441 Brest als eerste van een nieuwe groep "luchtafweeronderzeeërs". De onderzeeboot had twee vierloops 2-cm kanonnen en een halfautomatisch 3,7-cm kanon. 
Op 24 mei 1943 schoot de U 441 een Short Sunderland neer. Het watervliegtuig slaagde erin zijn bommen af te werpen voor het te pletter sloeg. De U 441 moest met zware schade naar Brest terugkeren.

## Ondergang
De U 441 werd waarschijnlijk tot zinken gebracht op 8 juni 1944 in Het Kanaal, in vermoedelijke positie 48° 27′ 0″ NB, 5° 47′ 0″ WL door dieptebommen van een B-24 Liberator-vliegtuig (Squadron 224/G). Hier kwamen alle 51 manschappen om het leven, waaronder hun commandant Klaus Hartmann.
Er werd een tijd lang een verbinding gelegd met het zinken van een onderzeeboot door een Pools Vickers Wellington-vliegtuig (RAF 304/A) op 18 juni 1944, in positie 49° 3′ 0″ NB, 4° 48′ 0″ WL. 

## Commandanten
- 21 februari 1942 - 15 mei 1943: Kptlt. Klaus Hartmann
- 16 mei 1943 - 5 augustus  1943: Kptlt. Götz von Hartmann
- 6 augustus 1943 - 8 juni 1944: Kptlt. Klaus Hartmann (+)